# Stephen Arusei Kipkorir
Stephen Arusei Kipkorir (* 24. Oktober 1970; † 8. Februar 2008 in der Provinz Rift Valley) war ein kenianischer Mittelstreckenläufer.
Sein größter sportlicher Erfolg war der Gewinn der Bronzemedaille im 1500-Meter-Lauf bei den Olympischen Spielen 1996 in Atlanta.
Nach seiner sportlichen Karriere wurde er Berufssoldat.
Kipkorir starb bei einem Autounfall zwischen Nakuru und Eldoret im kenianischen Rift Valley.